# 平田月方
平田 月方（ひらた つきかた、生没年不詳）は大正時代の口絵画家。

## 来歴
水野年方の門人と推定される。大正時代の雑誌『新小説』の小説口絵を木版画によって描いている。

## 作品
- 「時雨降る夜」口絵 『新小説』第18年第12巻 大正2年
- 「蹰の中」口絵 『新小説』第19年第7巻 大正3年